# Olympic Café
L'Olympic Café est un lieu culturel parisien, à la fois café, restaurant et salle de concert, situé 20, rue Léon, dans le 18e arrondissement de Paris.

## Description
Ancienne salle de bal de style Art déco ouverte en 1934, « vieux café » de quartier géré par la famille Tournes, ensuite organisé en « café-théâtre-concerts » , l'Olympic Café, situé au cœur du quartier métissé de la Goutte-d'Or, accueillait chaque soir des concerts de courants musicaux divers : musiques du monde, jazz, électro, chanson française…
Ce lieu mythique de la Goutte-d'Or a été géré entre 1998 et 2012 par Hervé Breuil (société Procreart Productions), également gérant et fondateur du Lavoir Moderne Parisien (LMP).
L'Olympic Café est une des institutions de la Goutte-d'Or. Dominique Voynet (Les Verts) y organisa un meeting de soirée électorale lors de l'élection présidentielle de 2007.
L'Olympic Café a été soumis à une fermeture administrative entre juillet 2012 et février 2014.
La réouverture de celui-ci en restaurant-concert s'est déroulée le 8 février 2014, par la même gérance que l'Alimentation générale et le Chinois (Montreuil).

## Réouverture en 2014
L'Olympic participe depuis des années à faire vivre ce bout de quartier multiculturel qu’est la Goutte-d'Or en étant un lieu dynamique et ouvert à tous. Depuis toujours, on s'y mélange joyeusement autour d'un verre dans un cadre simpliste, celui d'une ancienne salle de bal du début du siècle. C'est désormais l'équipe de l'Alimentation Générale qui prend les rênes de l'Olympic Café pour faire revivre ce lieu de brassage culturel. Une formule simple : un bar-restaurant en haut, des concerts à la programmation cosmopolite et « pêchue » en bas, le tout à des prix accessibles.